# Jerzy Kasemier
Jerzy Kasemier (Groningen, 8 november 1979) is een Nederlandse triatleet. Hij werd een keer tweede en derde op het Nederlands kampioenschap hele triatlon. Ook vertegenwoordigde hij Nederland bij meerdere grote internationale triatlonwedstrijden.
Hij studeerde af aan zowel de Hanzehogeschool als bouwkundige en aan de Technische Universiteit Eindhoven als architect. Naast zijn studie kreeg Kasemier al een topsportbeurs. Na zijn studie werd hij proftriatleet (2007-2011) en maakte onder meer deel uit van het Amerikaanse Timex Multisport Team. Zijn sterkste onderdeel is het fietsen. Als voormalig topsporter geeft Kasemier lezingen en begeleidt hij diverse atleten. 
In 2007 werd hij in tweede op het Nederlands Kampioenschap lange afstand in Almere en vierde overal. Zijn finishtijd van 8:29:45 staat nog steeds als tweede Nederlandse debuuttijd op een hele triatlon. Tijdens zijn profcarrière probeerde Kasemier als pro naar Ironman Hawaï te gaan. 

## Belangrijkste prestaties
- 2007:  NK lange afstand in Almere (4e overall) - 8:29.45
- 2007: 35ste Ironman Florida - 9:22.21
- 2009:  NK lange afstand in Almere (6e overall) - 8:57.02
- 2011: 20ste Ironman Austria - 9:19.40
- 2010: 22e WK ITU Wereld Kampioenschappen (elite) - 6:40.47
- 2010: 27ste Ironman Arizona - 9:27.10
- 2011:  Ironman Austria - 9:04.11
- 2011:  Ironman Wales - 10:29.19
- 2018: Ironman Austria - 11:17.15

## Persoonlijke records
Atletiek
| Afstand        | Tijd    |
| -------------- | ------- |
| 10 km          | 33.23   |
| 10 Eng. mijl   | 53.03   |
| Halve marathon | 1:12.06 |
| Marathon       | 2:55.04 |